# Queralbs

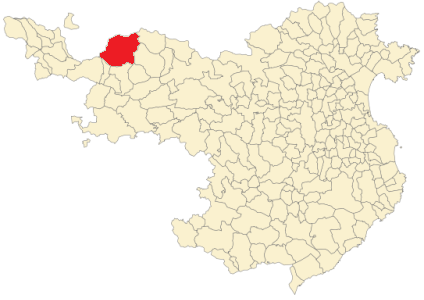
Situació del terme municipal de Queralbs respecte a les Terres de Girona

Queralbs és un municipi de la comarca del Ripollès, està situat a l'extrem nord de la regió de l'Alt Ter. Està ubicat al nord de Ribes de Freser, a l'oest de Setcases i al sud de les comarques de la Cerdanya i el Conflent.
La primera menció de Queralbs com a població és com «Keros Albos» en l'acta de consagració de l'església de la Seu d'Urgell l'any 836. L'església romànica de Sant Jaume, a Queralbs és del segle x.
A Queralbs hi ha una parada del Cremallera de Núria, on es pot veure l'exposició permanent El Cremallera, un Enginy Únic.
Actualment, a la legislatura (2015-2019), l'alcaldessa és Maria Immaculada Constans Ruiz.

## Demografia
| 1497 f | 1515 f | 1553 f | 1717 | 1787 | 1857 | 1877 | 1887 | 1900 | 1910 |
| ------ | ------ | ------ | ---- | ---- | ---- | ---- | ---- | ---- | ---- |
| 48     | 28     | 32     | 420  | 503  | 601  | 424  | 536  | 611  | 678  |

| 1920 | 1930 | 1940 | 1950 | 1960 | 1970 | 1981 | 1990 | 1992 | 1994 |
| ---- | ---- | ---- | ---- | ---- | ---- | ---- | ---- | ---- | ---- |
| 547  | 496  | 871  | 502  | 393  | 263  | 253  | 216  | 200  | 200  |

| 1996 | 1998 | 2000 | 2002 | 2004 | 2006 | 2008 | 2010 | 2012 | 2014 |
| ---- | ---- | ---- | ---- | ---- | ---- | ---- | ---- | ---- | ---- |
| 192  | 200  | 201  | 196  | 198  | 198  | 192  | 190  | 178  | 182  |

| 2016 | 2018 | 2020 | 2022 | 2024 | 2026 | 2028 | 2030 | 2032 | 2034 |
| ---- | ---- | ---- | ---- | ---- | ---- | ---- | ---- | ---- | ---- |
| 174  | 186  | 188  | 191  | 206  | -    | -    | -    | -    | -    |

## Entitats de població
| Entitat de població | Habitants (2024) |
| Queralbs            | 169              |
| Serrat              | 25               |
| Fustanyà            | 10               |
| Vilamanya           | 2                |
| la Farga            | 0                |
| Núria               | 0                |
| Rialb               | 0                |
| Font: Idescat       |                  |

## Economia
Gràcies a la seva situació privilegiada enmig de pastures, l'economia de Queralbs està basada en la ramaderia, destacant els ramats d'ovelles i vaques. L'agricultura és pràcticament inexistent.
El 1903 es va inaugurar la primera central hidroelèctrica de les cinc que existeixen a l'àrea. Totes elles són centrals de poca potència, inferiors als 3.000 kW. La principal font d'ingressos és actualment el turisme.

## Història

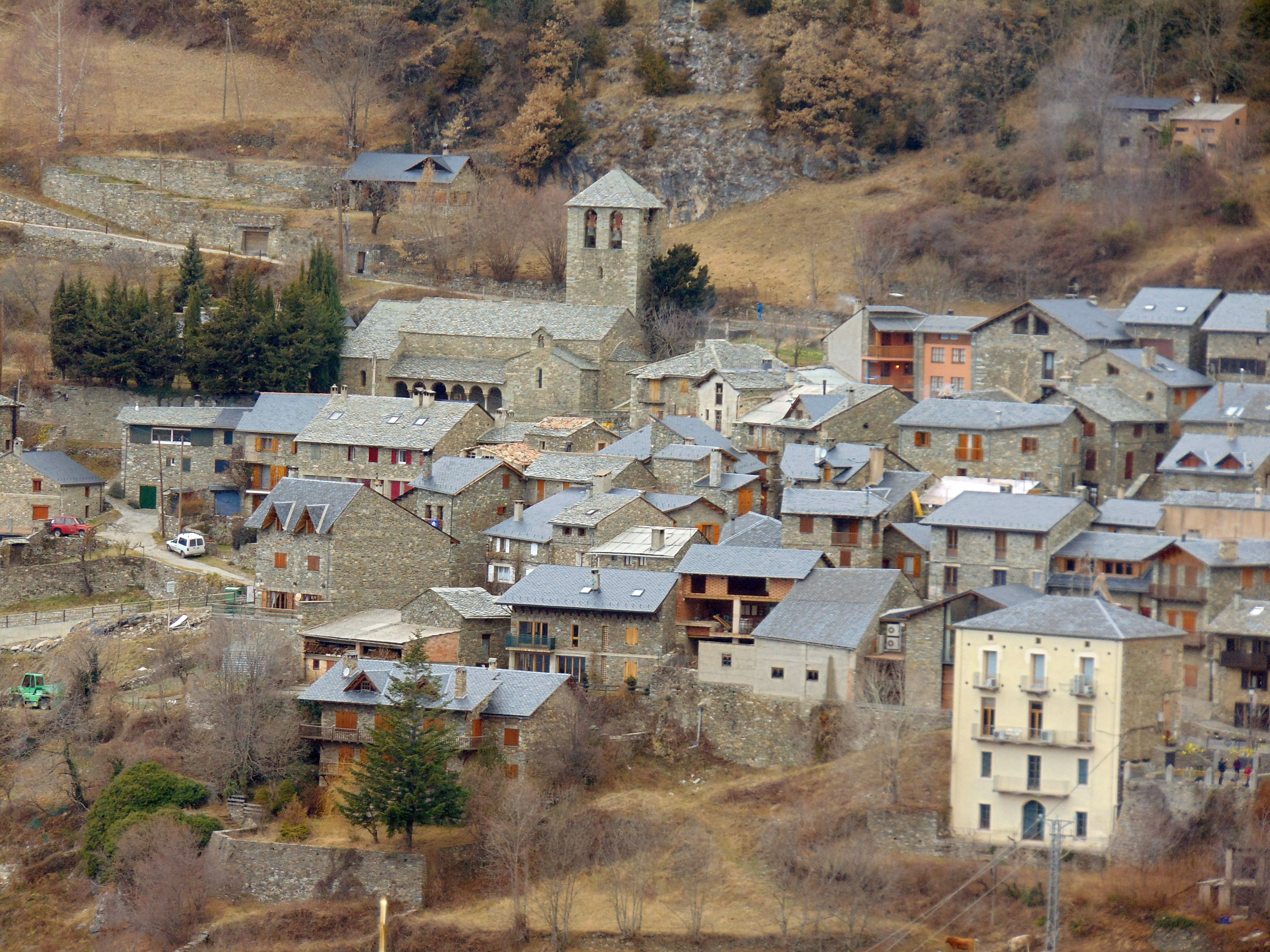
El poble de Queralbs des del camí de Fustanyà

Per tot el terme municipal es troben nombroses coves en les quals s'han trobat restes que demostren que l'àrea va estar habitada ja durant el Paleolític inferior.
La primera menció històrica del municipi es produeix en l'acta de consagració de l'església de la Seu d'Urgell al 836 (d'aquí el lema de "poble mil·lenari"). Durant els segles XI i XII, les zones de pastura del municipi estaven sota el senyoriu de dos dels principals monestirs de l'època: les de Coma de Vaca i Coma de Freser van ser cedides pel comte Oliba Cabreta al 966 al monestir de Sant Joan de les Abadesses; el 1087, Guillem Ramon de Cerdanya va cedir la zona de la Vall de Núria al Monestir de Ripoll.
Durant el segle xiii les terres van canviar de mans. El 22 d'abril de 1273, les terres van ser cedides als homes de Queralbs i de Fustanyà, que havien d'abonar 50 sous anuals. Tot i que sempre va pertànyer a la corona, durant el segle xiv Queralbs tingué diversos senyors, entre ells els membres de la família Montclar.
El 2 de febrer de 1428 un terratrèmol va afectar greument a la població i va produir la mort de la majoria dels seus habitants.

## Cultura

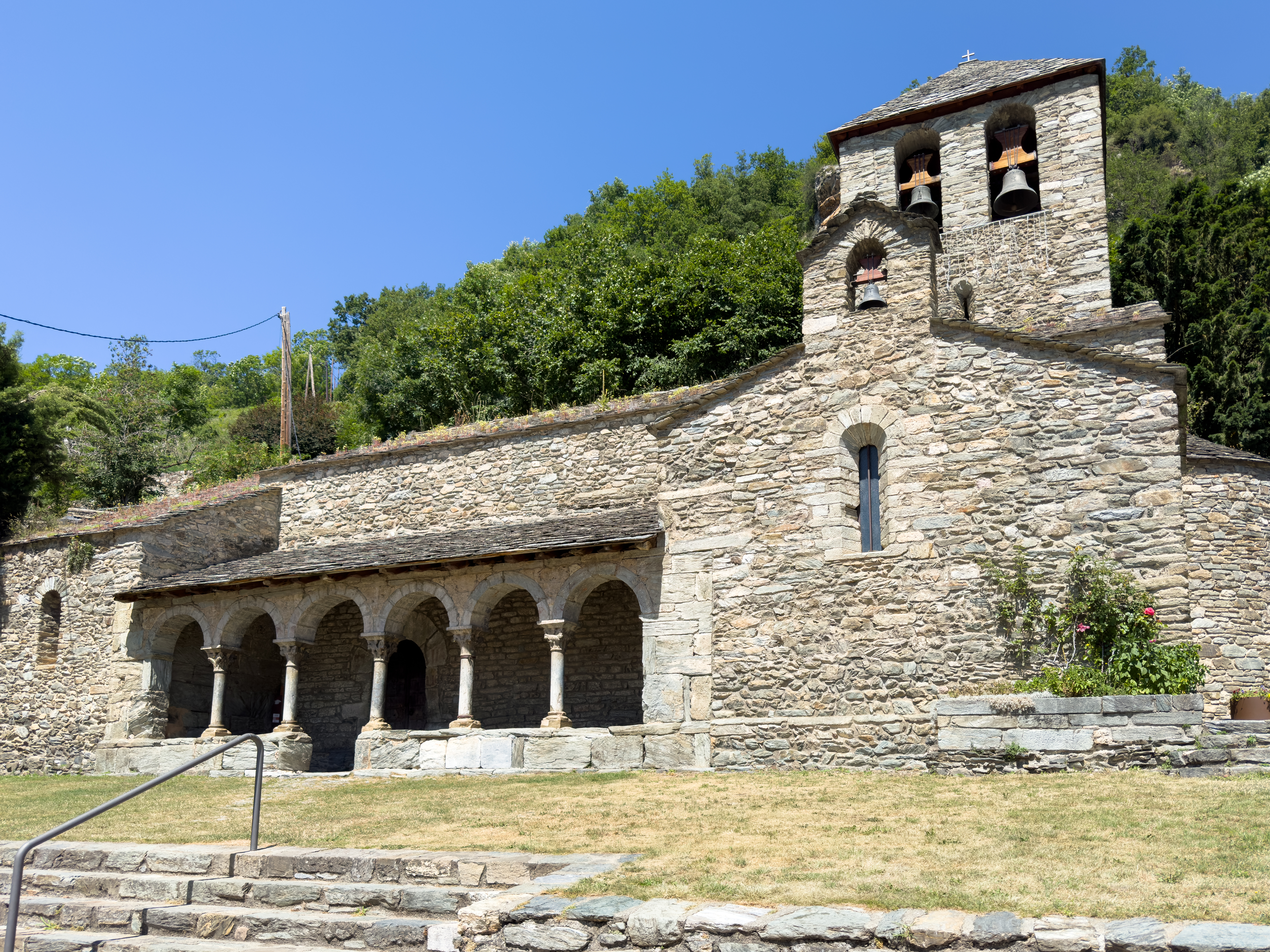
Església romànica de Sant Jaume a Queralbs

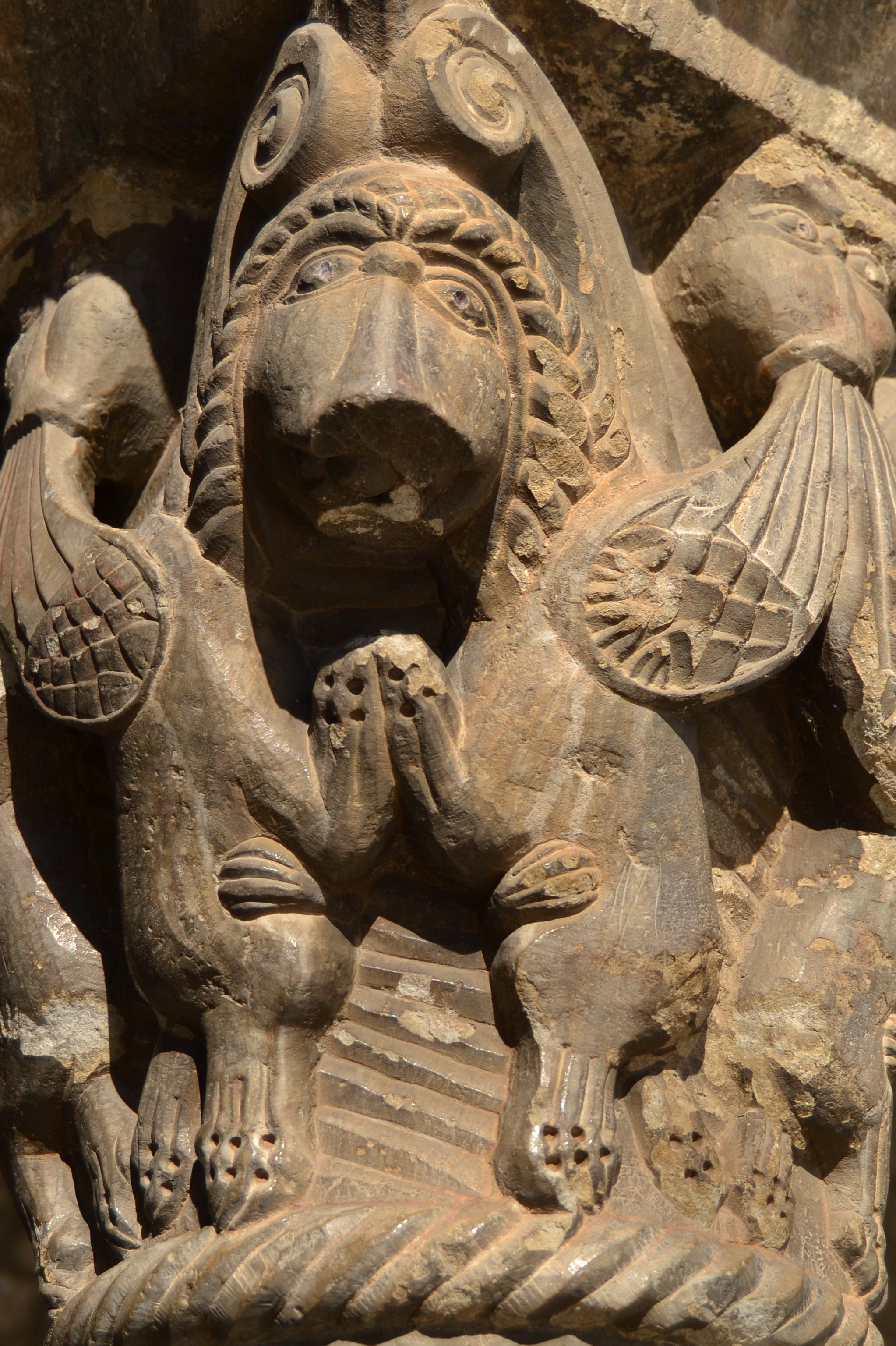
Detalls d'un dels capitells de l'església de Queralbs

L'església romànica de Queralbs es remunta a finals del segle x. Va ser construïda per substituir l'anterior, consagrada al 978. Està dedicada a Sant Jaume i és de nau única amb absis i volta lleugerament apuntada que es creu va ser afegida al segle xv. El seu nàrtex està compost per sis arcades suportades per columnes rematades per capitells. A l'interior del temple es conserva una còpia d'un retaule gòtic del segle xiv, actualment exposat en el Museu Nacional d'Art de Catalunya. El campanar és de torre i se situa en la zona nord del temple.
En l'agregat de Fustanyà es troba una altra església romànica. Erigida el segle xii, és de nau única amb absis i volta apuntada. La porta encara conserva els ferratges originals. La portalada està formada per arquivoltes degradades. Durant una de les múltiples restauracions que ha sofert el temple se li va afegir un nàrtex. El 1982 es van descobrir sota l'església nombroses tombes que formaven part d'un antic cementiri de l'edat mitjana.
Queden encara algunes restes de l'antic castell de Queralbs. Apareix documentat en una ordre dictada per Pere III al 17 de març de 1375 en la qual es concedia un privilegi real per preservar la fortalesa. En realitat va ser més una torre de defensa construïda en els segles xiv o xv.
El santuari de Núria està situat en aquest municipi, al nord de la vila. S'hi troba la imatge romànica de la Mare de Déu de Núria.
Queralbs celebra la seva festa major el 25 de juliol.

## Galeria

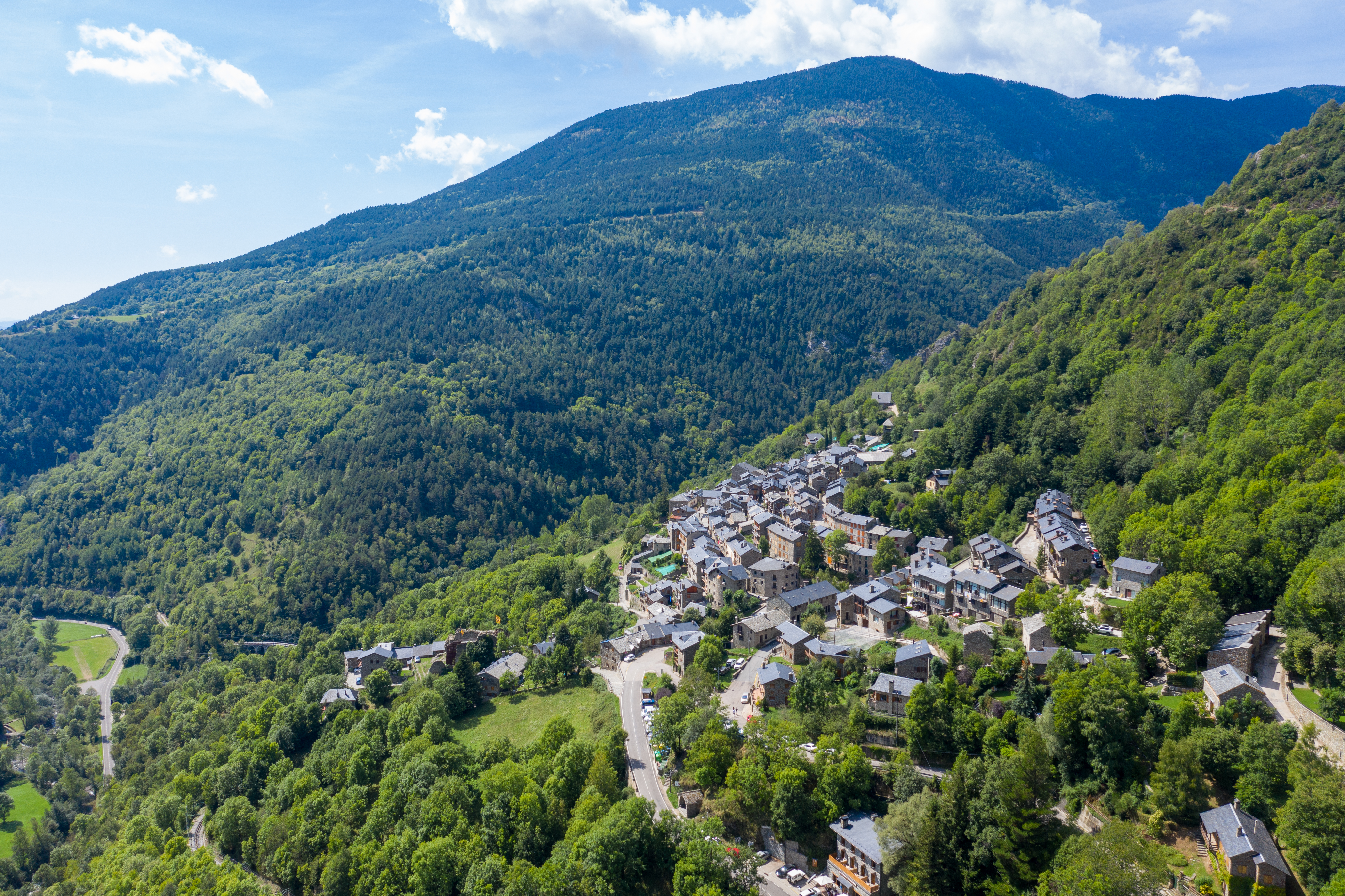
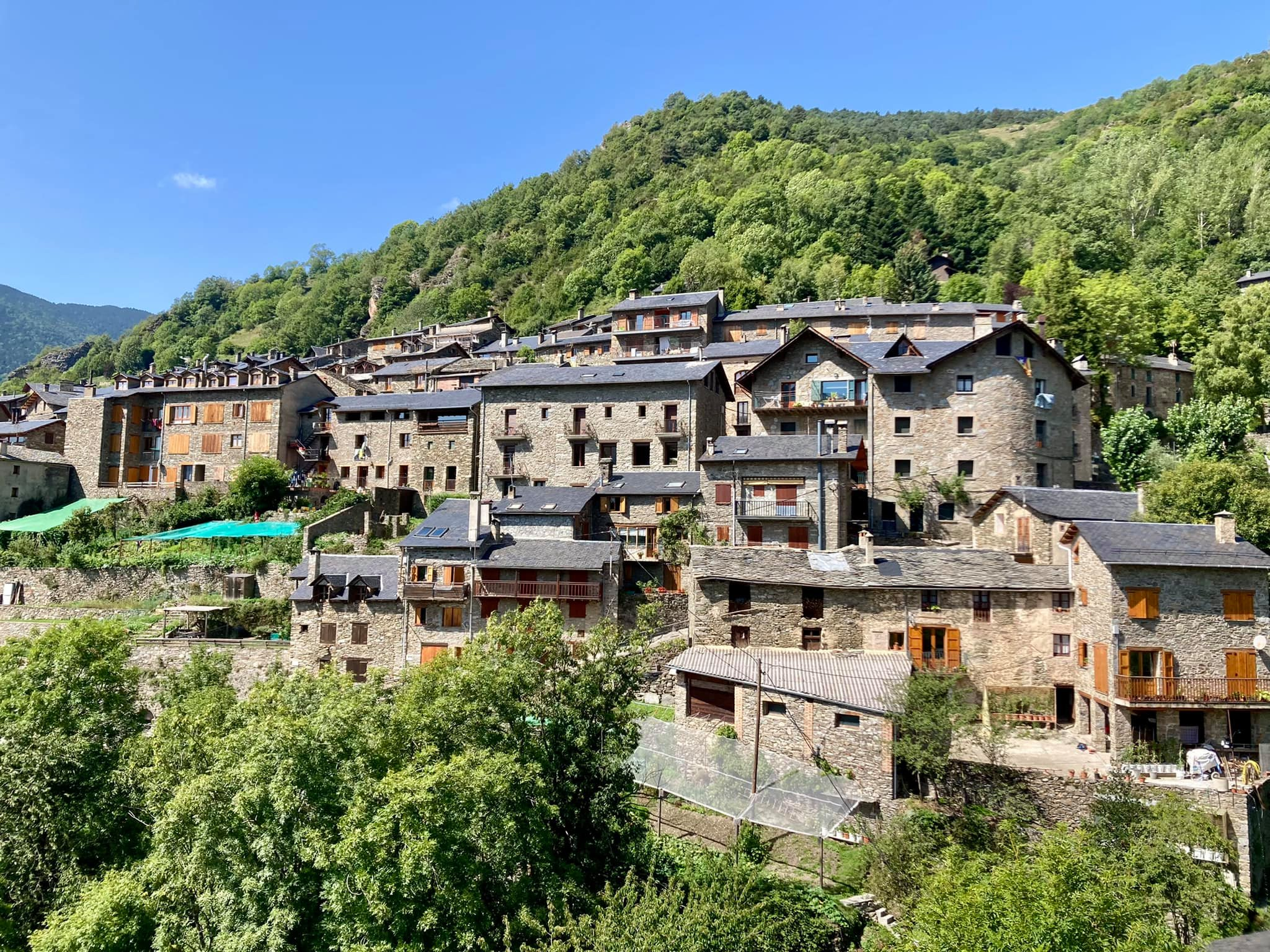
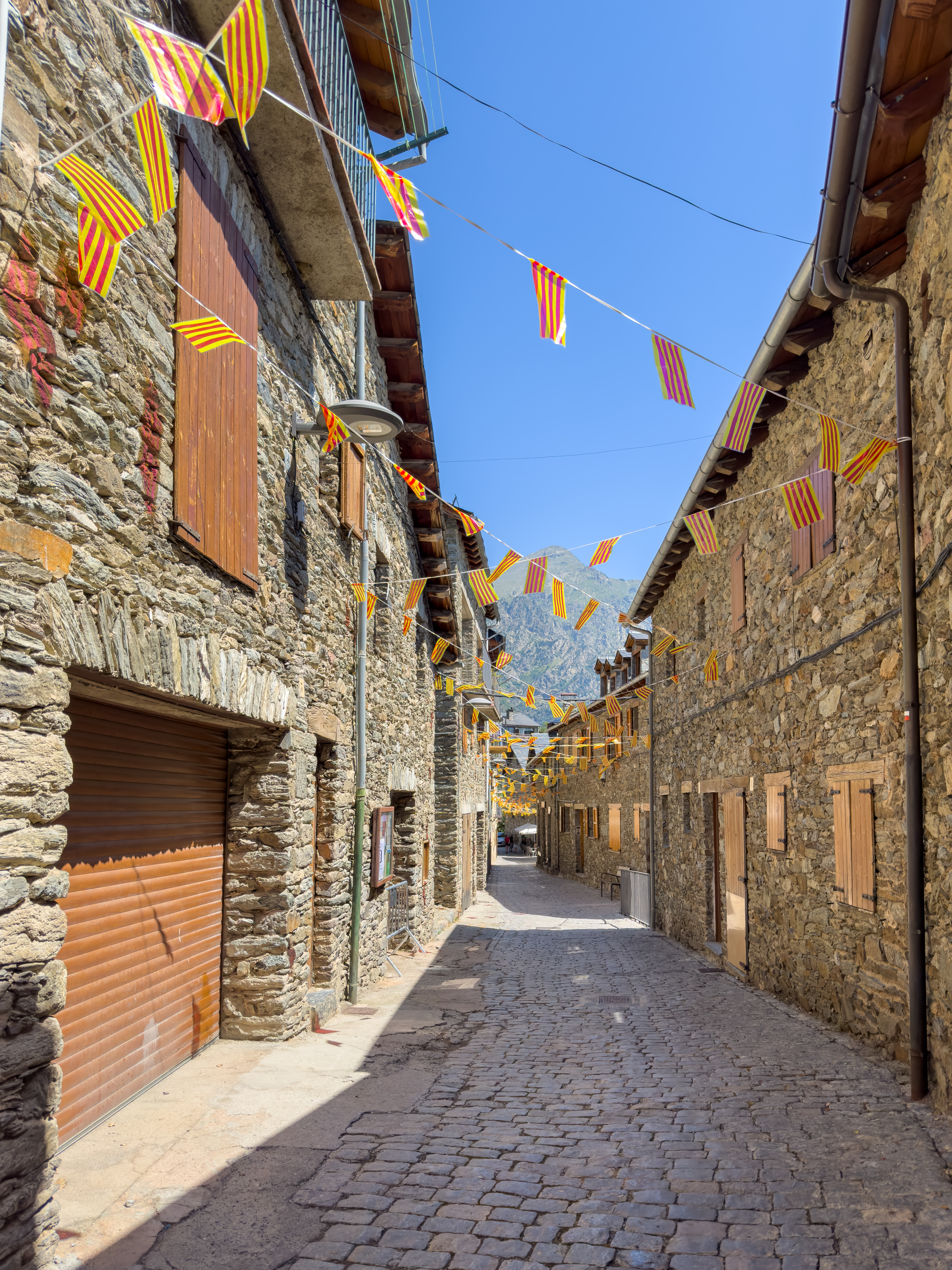
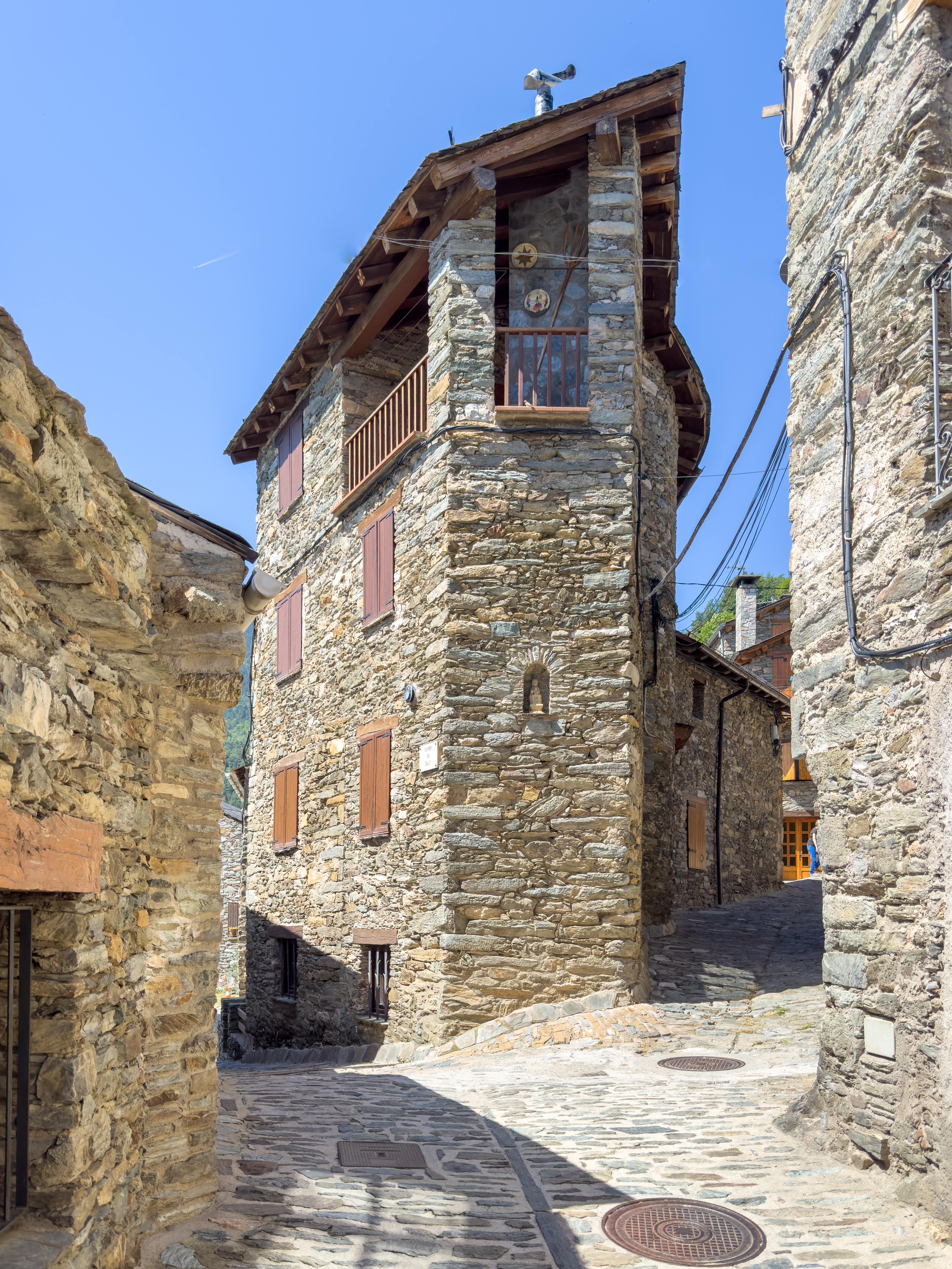
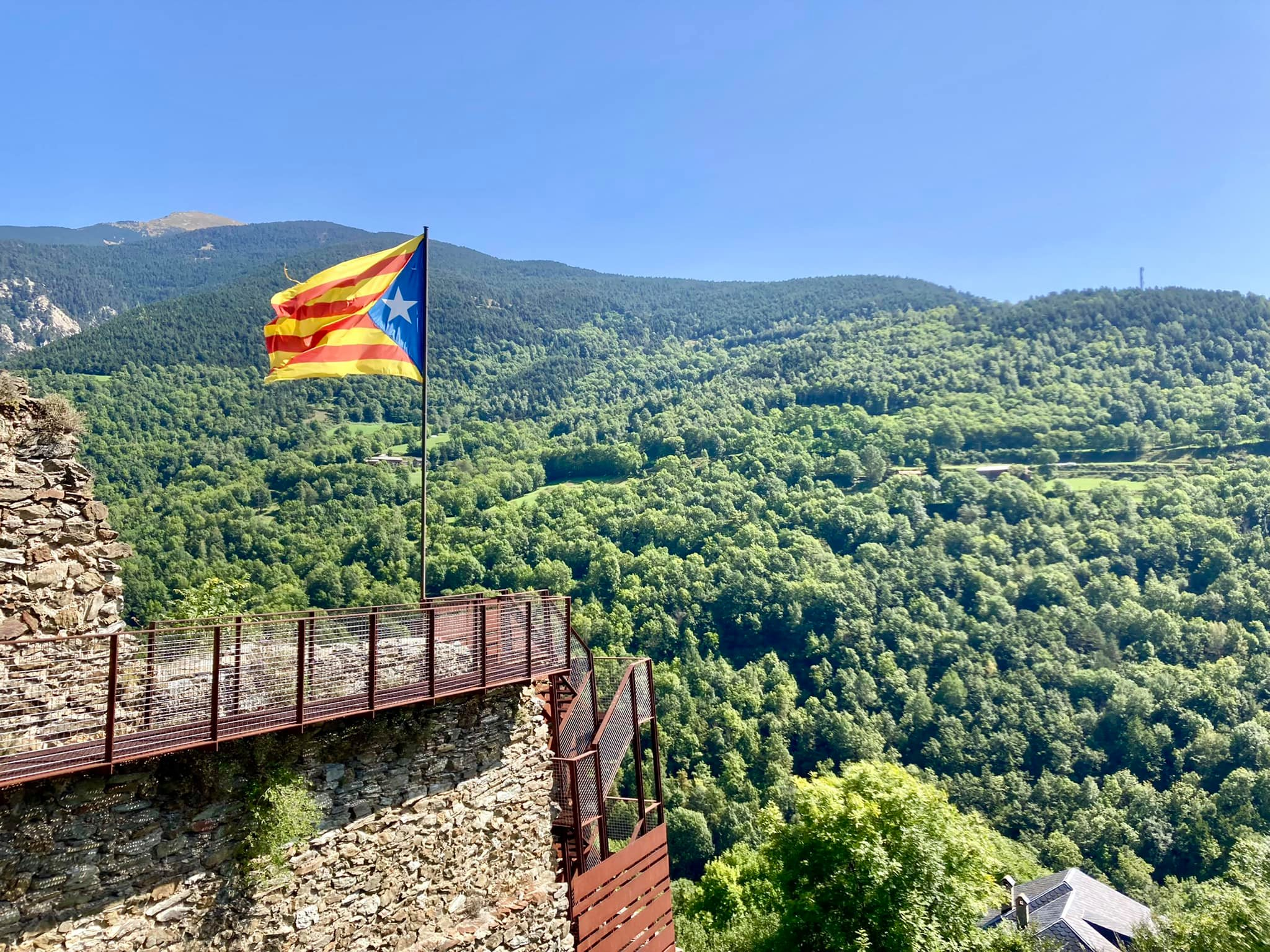

## Geografia
- Llista de topònims de Queralbs (Orografia: muntanyes, serres, collades, indrets..; hidrografia: rius, fonts...; edificis: cases, masies, esglésies, etc).

## Curiositats
- Des de fa molts anys Queralbs és el lloc de vacances de l'expresident de la Generalitat, Jordi Pujol i Soley.
- La Vall de Núria es troba dins del terme de Queralbs, i el Puigmal en el seu límit.